# Huey tozoztli

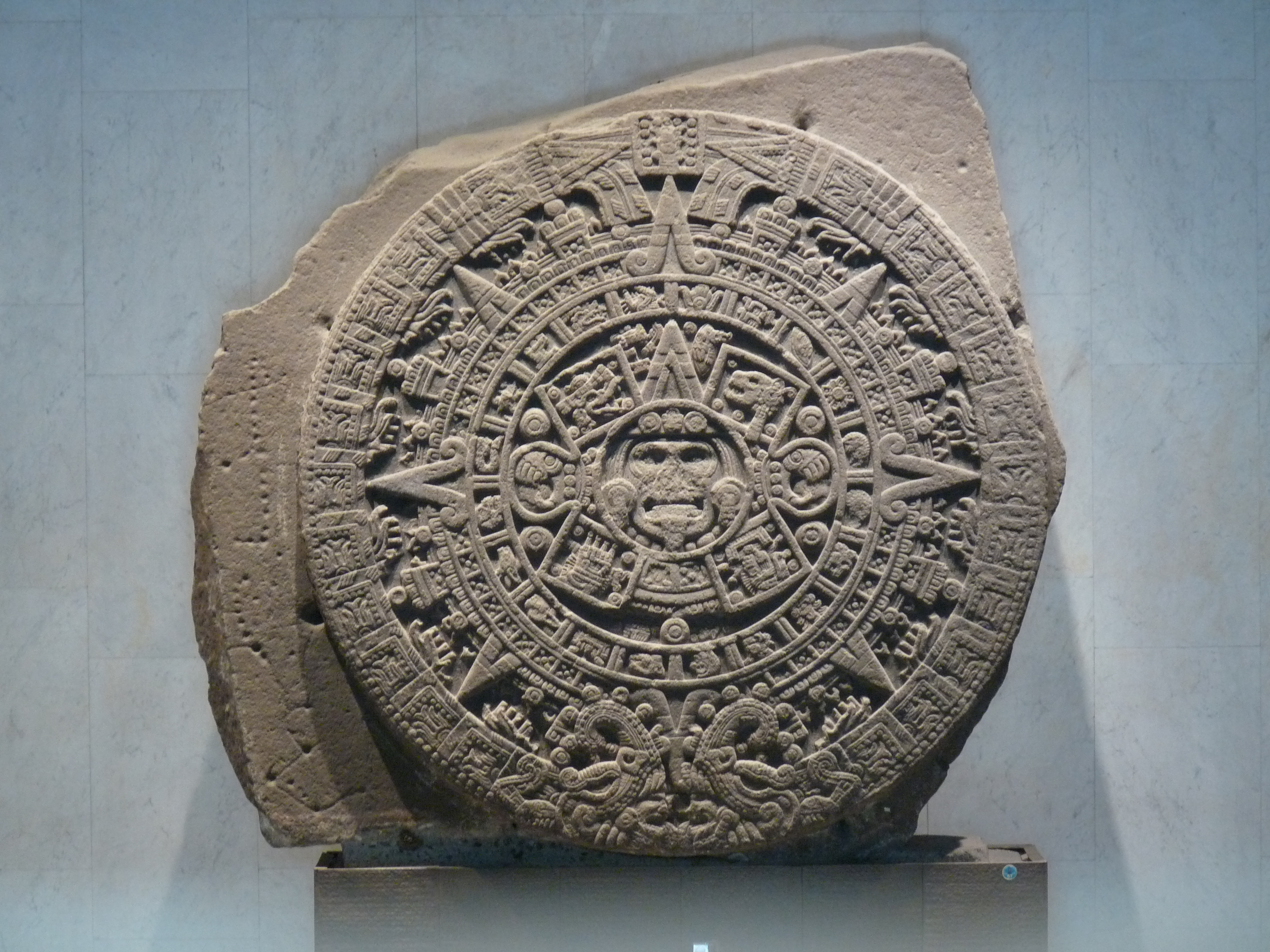
Monolito de la Piedra del Sol, también llamado Calendario azteca (Museo nacional de Antropología e Historia, Ciudad de México).

“Huey Tozoztli” también conocido como “Uey tocoztli” es el período que comprende el cuarto mes del calendario xiuhpohualli. En cuanto a su equivalencia en el calendario cristiano existen dos estudios de diferentes autores igualmente reconocidos que varían su localización en dicho calendario: según Diego Durán Huey tozoztli equivale al período del 30 de abril al 19 de mayo en cambio Bernardino de Sahagún define el Huey Tozoztli desde el 3 hasta el 22 de abril. Sin embargo el estudio comprobado más reciente por el INAH lo coloca del 14 de abril al 3 de mayo del calendario Juliano, equivalente al 24 de abril al 13 de mayo del calendario Gregoriano.
También hace referencia a las festividades prehispánicas que tenían lugar en este mes (o metztli en el calendario xiuhpohualli ) en el que mediante diversas celebraciones y rituales se rendía homenaje a diferentes deidades con influencia sobre la cosecha. Ésta festividad también es llamada “La gran vigilia” o “La gran espera”.

## Divinidades honradas y celebración del Huey tozoztli
La deidad principal de esta celebración era Tlaloc y aunque las fuentes españolas mencionan que se le ofrecían sacrificios de niños en el monte Tlaloc, y en el lago tetzcoco después de que una procesión de jóvenes agricultores llevara maíz para su bendición, no existen vestigios antropológicos que sustenten o comprueben/liguen esta versión.

### Otras divinidades honradas durante estas celebraciones
- Cinteotl
- Tlaloc
- Chalchiuhtlicue
- Chicomecoatl
- Quetzalcoatl
- Xilonen